# Jesse Plemons
Jesse Lon Plemons (Dallas, Texas, 1988. április 2. –) amerikai színész.
Ismert szerepei közé tartozik Landry Clarke az NBC Friday Night Lights – Tiszta szívvel foci című drámasorozatában, Todd Alquist az AMC által sugárzott Breaking Bad – Totál szívás című bűnügyi drámasorozatban, valamint Ed Blumquist az FX Fargo című krimisorozatának második évadában. A Fargóval, illetve a Fekete tükör 2017-es USS Callister című epizódjával Plemons két Primetime Emmy-jelölést szerzett.
A televíziós szerepek mellett a mozivásznon is feltűnik, köztük A szerv (2009), a Csatahajó (2012) és a Fekete mise (2015) című filmekben. A 2010-es években Steven Spielberg két filmjében szerepelt: Kémek hídja (2015) és A Pentagon titkai (2017).
A 2021-ben bemutatott A kutya karmai közt című film mellékszereplőjeként Oscar- és BAFTA-jelöléseket szerzett.

## Gyermekkora és családja
Dallasban született Lisa Beth (leánykori nevén Cason) és Jim Bob Plemons fiaként. Egy nővére van, Jill Plemons, aki két évvel idősebb nála. Martban, egy Waco mellett fekvő kisvárosban nevelkedett. Plemons Stephen F. Austinnak, Texas atyjának a leszármazottja.
2007-ben érettségizett a Texas Tech University Independent School District intézményben, távoktatás keretén belül. Korábban Mart High School diákjaként amerikaifutball-játékos volt. Az egyre gyakoribb színészkedés miatt kellett online oktatásra váltania.

## Színészi pályafutása

### Karrierjének kezdete
Első szerepét három és fél évesen kapta egy Coca-Cola reklámban. Nyolc évesen kezdett el statisztaként dolgozni, családja segítségével Los Angelesbe járt meghallgatásokra és kapott kisebb megbízásokat.
Kisebb filmes szerepek (Prérifarkas Blues – 1999; Vad lovak – 2000) és televíziós vendégszerepek (Walker, a texasi kopó; Sabrina, a tiniboszorkány) után első jelentősebb alakítására A városi lány című 2002-es független filmben került sor. Ezt követően szerepelt a Csodacsuka (2002) és a When Zachary Beaver Came to Town (2003) című filmekben. A tévéképernyőn 2003 és 2006 között olyan sorozatokban vállalt vendégszerepeket, mint a Judging Amy, a The Lyon's Den, a CSI: A helyszínelők és A Grace klinika.

### Tiszta szívvel foci (2006-2011)
2006-ban, tizennyolc évesen csatlakozott az NBC Tiszta szívvel foci című sorozatának szereplőgárdájához. A Texasban forgatott sorozat egy középiskolai amerikaifutball-csapat egy kitalált texasi városban játszódó kalandjait meséli el. A Plemons által alakított és a sorozat elején komikus szerepet betöltő Landry Clarke azon kevés szereplők egyike, akik eredetileg nem a futballcsapat tagjai. Valójában Plemons tapasztaltabb futballistának számított, mint a sorozatban a legtöbb, sportolót alakító színész.
Landry a második évadtól lesz csapattag: Plemons arra kérte Jeffrey Reiner rendezőt, hogy kaszkadőr nélkül hajthassa végre jeleneteit. Egyik első jelenetében Taylor Kitsch ütése miatt Plemons felszakadt állát tizenegy öltéssel kellett összevarrni. A közönségkedvenc és a kritikusok által is méltatott sorozat öt évad után, 2011-ben ért véget.
2012-ben Plemons ismét korábbi színésztársával, Kitsch-csel és a Tiszta szívvel foci megalkotójával, Peter Berggel dolgozhatott együtt, ezúttal a Csatahajó című sci-fi-akciófilmben.

### 2011-től napjainkig: Breaking Bad és Fargo
2012 és 2013 között Plemons Todd Alquist szerepét kapta meg az AMC Breaking Bad – Totál szívás című drámasorozatának ötödik, egyben utolsó évadában. A pszichopata Todd az évad első felében visszatérő, a második felében pedig állandó (negatív) szereplővé vált.
2014 januárjában Plemons neve is felmerült, mint a Star Wars VII. rész – Az ébredő Erő új főszereplőinek egyike. Márciusban már arról szóltak a hírek, hogy négy másik jelölttel együtt akár főszerepben is színészkedhet. Ez a lehetőség azonban végül John Boyegához került. Plemons főszerepben tűnik fel a Fekete mise című 2015-ös gengszterfilmben, Johnny Depp oldalán. Látható továbbá Stephen Frears A program: Egy legenda bukása című életrajzi drámájában (mely Lance Armstrongról szól) és Steven Spielberg Kémek hídja című történelmi drámájában is szerepel.
2015 végén Plemons az azonos című film alapján készült Fargóban vállalt szerepet. Egy hentest alakít, sorozatbeli feleségét Kirsten Dunst formálja meg. Alakításáért Plemonst Primetime Emmy-díjra jelölték legjobb férfi mellékszereplő (televíziós minisorozat vagy tévéfilm) kategóriában.
2016-ban az Other People című vígjáték-drámában játszott, míg 2017-ben többek között Doug Liman Barry Seal: A beszállító című thrillerében és Steven Spielberg A Pentagon titkai című történelmi filmdrámájában színészkedett. 2018-ban a Fekete tükör USS Callister című epizódjában a szadista főszereplő, Robert Daly megformálásával Plemons kritikai sikert aratott és újabb Primetime-Emmy-jelölést szerzett, ezúttal mint legjobb férfi főszereplő (televíziós minisorozat vagy tévéfilm). 2018-ban mellékszerepekben volt látható az Éjszakai játék című vígjátékban és Adam McKay az Alelnök című, Dick Cheney életét bemutató filmjében (utóbbiban Plemons narrátorként működött közre).
2019-ben az El Camino: Totál szívás – A film című Breaking Bad-filmben ismét Toddot alakította, illetve Martin Scorsese Az ír című filmjében is mellékszerepet kapott.

## Magánélete
Plemons különösen hasonlít Matt Damon színészre. Emiatt egyik első filmes szerepe a Damon által alakított szereplő gyermekkori énje volt a 2000-es All the Pretty Horses című filmben. Amikor a Breaking Badben szerepelt, Plemons rajongóitól a „Meth Damon” becenevet kapta, utalva a sorozatban kulcsfontosságú szerepet betöltő metamfetaminra (melynek angol rövidítése „meth”).
2016-ban került romantikus kapcsolatba Kirsten Dunsttal, aki a Fargóban a feleségét játszotta. 2017-re jegyezték el egymást, fiúgyermekük, Ennis Howard 2018-ban jött világra. 2022-ben házasodtak össze.

## Filmográfia

### Film
| Év   | Magyar cím                       | Eredeti cím                      | Szerep                   | Magyar hang      |
| ---- | -------------------------------- | -------------------------------- | ------------------------ | ---------------- |
| 1998 |                                  | Finding North                    | Hobo                     |                  |
| 1999 | Prérifarkas Blues                | Varsity Blues                    | Tommy Harbor             |                  |
| 2000 | Vad lovak                        | All the Pretty Horses            | fiatal John Grady Cole   |                  |
| 2002 | A városi lány                    | Children on Their Birthdays      | Preacher Star            |                  |
| 2002 | Csodacsuka                       | Like Mike                        | Ox                       | Stukovszky Tamás |
| 2003 |                                  | When Zachary Beaver Came to Town | Jay                      |                  |
| 2003 |                                  | The Failures                     | Boe                      |                  |
| 2008 |                                  | The Flyboys                      | kötekedő                 |                  |
| 2009 | A szerv                          | Observe and Report               | Charles                  |                  |
| 2009 | Shrink – Dilidoki kiütve         | Shrink                           | Jesus                    | Bácskai János    |
| 2010 |                                  | Happiness Runs                   | Chad                     |                  |
| 2010 |                                  | Meeting Spencer                  | Spencer West             |                  |
| 2011 | Paul                             | Paul                             | Jake                     | Seder Gábor      |
| 2012 | The Master                       | The Master                       | Val Dodd                 | Seder Gábor      |
| 2012 | Csatahajó                        | Battleship                       | Jimmy "Ordy" Ord         | Orosz Ákos       |
| 2014 | A kelletlen útitárs              | The Homesman                     | Garn Sours               | Renácz Zoltán    |
| 2015 | Fekete mise                      | Black Mass                       | Kevin Weeks              | Orosz Ákos       |
| 2015 | A program: Egy legenda bukása    | The Program                      | Floyd Landis             | Markovics Tamás  |
| 2015 | Kémek hídja                      | Bridge of Spies                  | Joe Murphy               | Zöld Csaba       |
| 2016 |                                  | Other People                     | David Mulcahey           |                  |
| 2017 |                                  | The Discovery                    | Toby Harbor              |                  |
| 2017 | Barry Seal: A beszállító         | American Made                    | Downing seriff           | Fekete Zoltán    |
| 2017 | Ellenségek                       | Hostiles                         | Rudy Kidder              |                  |
| 2017 | A Pentagon titkai                | The Post                         | Roger Clark              | Renácz Zoltán    |
| 2018 | Éjszakai játék                   | Game Night                       | Gary                     | Elek Ferenc      |
| 2018 | Alelnök                          | Vice                             | Kurt                     | Welker Gábor     |
| 2019 | Az ír                            | The Irishman                     | Chuckie O'Brien          | Előd Álmos       |
| 2019 | El Camino: Totál szívás – A film | El Camino: A Breaking Bad Movie  | Todd Alquist             |                  |
| 2020 |                                  | Snow Globe: A Breaking Bad Short | Todd Alquist             |                  |
| 2020 | A befejezésen gondolkozom        | I'm Thinking of Ending Things    | Jake                     |                  |
| 2021 | Júdás és a Fekete Messiás        | Judas and the Black Messiah      | Roy Mitchell             | Elek Ferenc      |
| 2021 | Dzsungeltúra                     | Jungle Cruise                    | Joachim herceg           | Elek Ferenc      |
| 2021 | A kutya karmai közt              | The Power of the Dog             | George Burbank           | Elek Ferenc      |
| 2021 | Agancs                           | Antlers                          | Paul Meadows seriff      | Elek Ferenc      |
| 2022 | Váratlan szerencse               | Windfall                         | CEO                      | Szalay Csongor   |
| 2023 | Megfojtott virágok               | Killers of the Flower Moon       | Tom White                | Hajdu Tibor      |
| 2024 | Polgárháború                     | Civil War                        | Katona                   |                  |
| 2024 | A kegyelem fajtái                | Kind of Kindness                 | Robert / Daniel / Andrew |                  |

### Televízió
| Év        | Magyar cím                  | Eredeti cím                    | Szerep                          | Megjegyzések                                  |
| --------- | --------------------------- | ------------------------------ | ------------------------------- | --------------------------------------------- |
| 2000      | Walker, a texasi kopó       | Walker, Texas Ranger           | Russell, Jr.                    | 1 epizód                                      |
| 2001      | Őrangyal                    | The Guardian                   | Lawrence Neal                   | egy epizód                                    |
| 2001      | Sabrina, a tiniboszorkány   | Sabrina, the Teenage Witch     | srác                            | 1 epizód                                      |
| 2003      |                             | The Lyon's Den                 | Ray Ferris                      | 1 epizód                                      |
| 2003      | Amynek ítélve               | Judging Amy                    | James Franklin                  | 1 epizód                                      |
| 2004      | Huff                        | Huff                           | Dawson James                    | 1 epizód                                      |
| 2004      | CSI: A helyszínelők         | CSI: Crime Scene Investigation | Owen Durbin                     | 1 epizód                                      |
| 2006      | A Grace klinika             | Grey's Anatomy                 | Jake Burton                     | 1 epizód                                      |
| 2006      | NCIS                        | NCIS                           | Jason Geckler                   | 1 epizód                                      |
| 2006–2011 | Tiszta szívvel foci         | Friday Night Lights            | Landry Clarke                   | 59 epizód                                     |
| 2008      | A félelem maga              | Fear Itself                    | Lemmon                          | - 1 epizód - magyar hangja: - Szvetlov Balázs |
| 2009      | Döglött akták               | Cold Case                      | Ryan Stewart                    | - 2 epizód - magyar hangja: - Renácz Zoltán   |
| 2011      |                             | Childrens Hospital             | Jesse                           | 1 epizód                                      |
| 2012      | Épülő vonzerő               | Bent                           | Gary                            | - 6 epizód - magyar hangja: - Seder Gábor     |
| 2012–2013 | Breaking Bad – Totál szívás | Breaking Bad                   | Todd Alquist                    | - 11 epizód - magyar hangja: - Posta Victor   |
| 2013      |                             | The Missionary                 | Sherwood Elbridge               | eladatlan próbaepizód                         |
| 2014      | Olive Kitteridge            | Olive Kitteridge               | Jerry McCarthy                  | 2 epizód                                      |
| 2014–2016 | Tömény történelem           | Drunk History                  | Edgar Allan Poe / Charles Ponzi | 2 epizód                                      |
| 2015      | Fargo                       | Fargo                          | Ed Blumquist                    | 10 epizód                                     |
| 2017      | Fekete tükör                | Black Mirror                   | Robert Daly                     | 1 epizód (USS Callister)                      |
| 2022      | Szerelem és halál           | Love & Death                   | Allan Gore                      | minisorozat (7 epizód)                        |

## Díjak és jelölések
| Év   | Díj                              | Kategória                                                         | Mű                                        | Eredmény |
| ---- | -------------------------------- | ----------------------------------------------------------------- | ----------------------------------------- | -------- |
| 2002 | Young Artist Award               | legjobb fiatal vendégszínész (drámasorozat)                       | Őrangyal                                  | Jelölve  |
| 2007 | Young Artist Award               | legjobb fiatal férfi mellékszereplő (vígjáték- vagy drámasorozat) | Friday Night Lights – Tiszta szívvel foci | Jelölve  |
| 2013 | Screen Actors Guild-díj          | legjobb szereplőgárda (drámasorozat)                              | Breaking Bad – Totál szívás               | Jelölve  |
| 2014 | Screen Actors Guild-díj          | legjobb szereplőgárda (drámasorozat)                              | Breaking Bad – Totál szívás               | Elnyerte |
| 2016 | Primetime Emmy-díj               | legjobb férfi mellékszereplő (minisorozat vagy tévéfilm)          | Fargo                                     | Jelölve  |
| 2016 | Critics' Choice Television Award | legjobb férfi mellékszereplő (film vagy minisorozat)              | Fargo                                     | Elnyerte |
| 2018 | Primetime Emmy-díj               | legjobb férfi főszereplő (minisorozat vagy tévéfilm)              | Fekete tükör                              | Jelölve  |
| 2018 | Szaturnusz-díj                   | legjobb televíziós vendégszereplő                                 | Fekete tükör                              | Jelölve  |
| 2022 | BAFTA-díj                        | legjobb férfi mellékszereplő                                      | A kutya karmai közt                       | Jelölve  |
| 2022 | Oscar-díj                        | legjobb férfi mellékszereplő                                      | A kutya karmai közt                       | Jelölve  |
| 2023 | Primetime Emmy-díj               | legjobb férfi főszereplő (minisorozat vagy tévéfilm)              | Szerelem és halál                         | Jelölve  |
| 2024 | Screen Actors Guild-díj          | legjobb szereplőgárda (mozifilm)                                  | Megfojtott virágok                        | Jelölve  |
| 2024 | Cannes-i fesztivál               | legjobb férfi alakítás                                            | A kegyelem fajtái                         | Elnyerte |
| 2025 | Golden Globe-díj                 | legjobb férfi főszereplő (musical/vígjáték)                       | A kegyelem fajtái                         | Jelölve  |

## Fordítás
Ez a szócikk részben vagy egészben  a   Jesse Plemons című angol Wikipédia-szócikk ezen változatának fordításán alapul.  Az eredeti cikk szerkesztőit annak laptörténete sorolja fel. Ez a jelzés csupán a megfogalmazás eredetét és a szerzői jogokat jelzi, nem szolgál a cikkben szereplő információk forrásmegjelöléseként.